# Калоян (обряд)
Калоя́н (рум. caloian) — обряд вызывания дождя в Румынии, сходный с папарудой. В основном практиковался в Валахии и среди греческих аромунов.
Калоян исполнялся во время засухи или при сильных дождях. Молодые девушки делали несколько кукол из глины, главной из которых была кукла «Отец солнца» или кукла «Мать дождя» в зависимости от цели обряда. Эту куклу украшали цветами и хоронили в соответствии с традиционными погребальными обычаями.
Аналогичный обряд в Болгарии чаще назывался Герман.